# (6128) Lasorda
(6128) Lasorda ist ein Asteroid des Hauptgürtels, der am 3. Juni 1989 von der US-amerikanischen Astronomin Eleanor Helin am Palomar-Observatorium (IAU-Code 675) auf dem Gipfel des Palomar Mountain etwa 80 Kilometer nordöstlich von San Diego in Kalifornien entdeckt wurde.
Benannt wurde er am 26. Mai 2002 nach dem US-amerikanischen Baseballtrainer Tommy Lasorda (1927–2021), der die Los Angeles Dodgers zu zwei Weltmeisterschaften führte und 2000 mit der Nationalmannschaft bei den Olympischen Sommerspielen in Sydney die Goldmedaille errang.